# Arisaema minamitanii
Arisaema minamitanii är en kallaväxtart som beskrevs av Shunsuke Serizawa. Arisaema minamitanii ingår i släktet Arisaema och familjen kallaväxter. Inga underarter finns listade.